# Параїзополіс (район Сан-Паулу)
Параїзополіс (порт. Paraisópolis) — район Сан-Паулу, розташований в окрузі Віла-Андраді. До недавнього часу район був найбільшою фавелою (нетрями) міста, але зараз завдяки значним зусиллям уряду інфраструктура Параїзополіса значно покращилася і уряд почав вживати до нього термін «район» замість «фавела». Його населення оцінюється у 80 тис. осіб, що живуть у 20 тис. домохозяйств.
У 2005 році урядом мера Жілберту Кассаба у цій фавелі та у Еліополісі розпочався процес покращення інфраструктури, що залучав будівництво доріг, проведення централізованої каналізації, водопроводу та інших елементів інфраструктури. Також в районі було збудовано багато нових будівель на заміну нерегулярній забудові, лише державна компанія CDHU збудувала близько 2,5 тис. одиниць житла (12 % населення району).
| Бразилія | Це незавершена стаття з географії Бразилії. Ви можете допомогти проєкту, виправивши або дописавши її. |